# وینچنزو سارنو
وینچنزو سارنو (انگلیسی: Vincenzo Sarno؛ زادهٔ ۱۱ مارس ۱۹۸۸) بازیکن فوتبال اهل ایتالیا است.
از باشگاه‌هایی که در آن بازی کرده‌است می‌توان به باشگاه فوتبال رجینا، باشگاه فوتبال ویرتوس انتلا، باشگاه فوتبال فوجا، باشگاه فوتبال ویرتوس لانچانو، باشگاه فوتبال ارورا پرو پاتریا ۱۹۱۹، باشگاه فوتبال برشا، باشگاه فوتبال پادوا، و باشگاه فوتبال تریستیانا اشاره کرد.